# Silenciador acústico
Un silenciador acústico puede describirse como un filtro acústico que se inserta en conductos que transportan fluidos, escapes de fluidos o en admisión a equipos que trasiegan fluidos, con objeto de reducir los niveles de emisión sonora hacia ambientes exteriores o en otras zonas del circuito por donde se realiza el transporte del fluido.
Este tipo de filtro acústico es de aplicación a una gran variedad de casos y situaciones donde la reducción de los niveles de ruido provocado por el transporte de estos gases se hace imprescindible: turbinas de gas, motores diesel, compresores, torres de refrigeración, ventiladores, plantas de energía, supresores, líneas de transporte de gases, scrubbers, refinerías, sistemas de climatización, etc
Los silenciadores se clasifican en función de su forma de operar, en reactivos, disipativos y de materiales porosos, pudiendo un mismo silenciador operar utilizando las modalidades reactivos-disipativos.

## Silenciadores reactivos
Son conocidos en la literatura técnica también por “emufflers” y “silencer”. Son utilizados para el control de sonidos con un espectro de baja frecuencia.
Operan por reflexión, esto es, una onda sonora que se mueva a través de una conducción llega a una discontinuidad, donde la impedancia acústica es mucho más alta o mucho más baja que la impedancia característica del conducto. En consecuencia, solo una pequeña parte de la energía fluye a través de la discontinuidad, el resto de la energía se convierte en una onda reflejada, que se origina en la discontinuidad y vuelve en dirección a la fuente.
Los silenciadores reactivos son utilizados frecuentemente cuando el ruido que debe reducirse contiene bien tonos puros a frecuencias fijas, o bien en el margen de frecuencias bajas. Es aconsejable también su utilización para operar con fluidos calientes, sucios o a velocidades elevadas.
El costo de fabricación no es alto y requieren poco mantenimiento. No obstante, tienen la dificultad de su gran complejidad de diseño.
Los silenciadores reactivos pierden su efectividad cuando se utilizan en conductos de gran diámetro y a altas frecuencias.

## Silenciadores disipativos
Son conocidos vulgarmente en la literatura anglosajona por “attenuator”; se utiliza para el control de ruido a media y alta frecuencia. Operan por absorción de una gran parte de la energía incidente en el interior de los conductos por transformación calorífica.
Están formadas por cámaras y conductos que han sido revestidos por materiales con elevado coeficiente de absorción. La absorción conseguida es función del coeficiente de absorción de los materiales que se utilicen en el revestimiento y de la cantidad de material que se utilice, esto es, de la superficie de revestimiento y cómo se utilice.
La atenuación sonora a conseguir con estos silenciadores está limitada por el ruido regenerado o “self-noise”, que se producirá por el rozamiento del fluido sobre las superficies absorbentes que recubren las paredes del silenciador o conductos.

## Silenciadores de materiales porosos
Se basan en la reducción del ruido por una disminución de la velocidad de salida del fluido a su través, así como por el efecto pantalla proporcionado por la superficie porosa. Normalmente se utiliza como superficie porosa el bronce y la cerámica. Su efecto acústico es fundamental en medias y altas frecuencias.